# Премьер (алмаз)
Премье́р — уникальный алмаз в 210,55 карата, найденный в кимберлитовой трубке «Мир» в 1991 году. Алмаз назван в честь приезда в г. Удачный премьер-министра советского правительства В. С. Павлова.

## Описание
Алмаз добыт на руднике кимберлитовой трубки «Мир» и извлечён из руды на обогатительной фабрике № 3 19 июля 1991 г.
Размеры кристалла 29,1×25,6×20,0 мм. Алмаз представляет собой октаэдр уплощённый с грубоступенчатыми гранями, с техногенными повреждениями по спайности и окатанными вершинами.
Алмаз содержит мелкие включения, бесцветный, прозрачный.